# Oskar von Soden

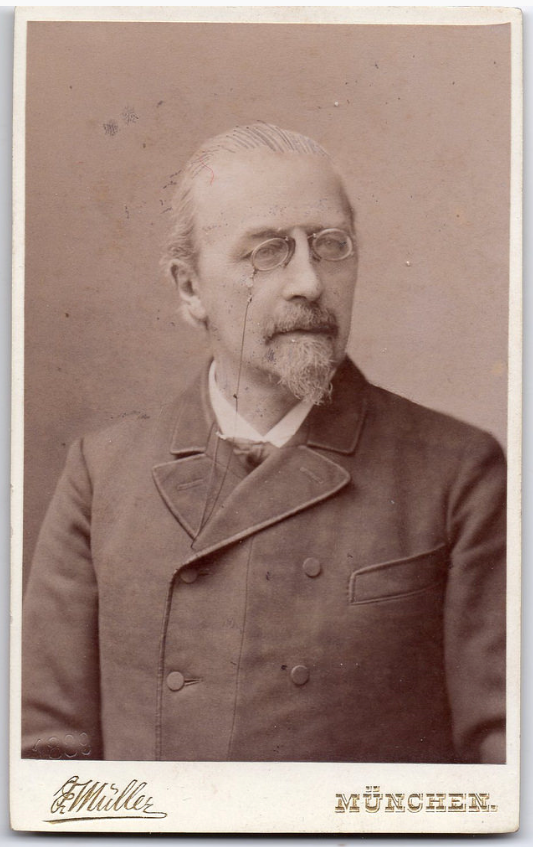
Oskar v. Soden

Oskar Freiherr von Soden (* 27. Februar 1831 in Ellwangen (Jagst); † 10. Mai 1906 in München) war ein deutscher Diplomat.

## Herkunft
Seine Eltern waren der Regierungspräsident Rudolf August von Soden und dessen zweite Ehefrau der Freiin Eleonore von Harsdorf (* 27. Mai 1794; † 4. September 1840). Maximilian von Soden-Fraunhofen war sein Halbbruder aus der dritten Ehe seines Vaters.

## Leben
Soden studierte an der Eberhard Karls Universität Tübingen. Er wurde am 2. März 1850 im Corps Rhenania Tübingen recipiert. Er zeichnete sich als Consenior aus. Mit ihm aktiv war Adolf von Hausch. 1852 von der Universität abgegangen, wurde er 1856 Legationssekretär in München. 1865 wurde er Gesandter des Königreichs Württemberg im Großherzogtum Baden (Karlsruhe) mit dem Dienstsitz in München. 1866 (im Jahr des Deutschen Krieges) kam er als Legationsrat nach Dresden. Ende des Jahres kehrte er vom Königreich Sachsen als Geschäftsträger nach Karlsruhe zurück. Von Januar 1867 bis Oktober 1868 war er außerordentlicher württembergischer Gesandter in Großherzogtum Hessen-Darmstadt. 1868 wurde er zum Geh. Legationsrat und außerordentlichen württembergischen Gesandten in München ernannt. Die Gesandtschaft war von jeher ein Einmannbetrieb. In München erhielt v. Soden 1889 den Charakter als Wirkl. Geh. Rat mit dem Prädikat Exzellenz. Am 1. Mai 1906 trat er mit 75 Jahren in den Ruhestand. Neun Tage später starb er.

## Familie
Soden heiratete am 1. Mai 1858 die Freiin Therese Drechsel auf Deufstetten (* 11. März 1837; † 22. August 1882). Das Paar hatte mehrere Kinder:
- Eleonore (* 2. Februar 1859) ⚭ 1879 Hans von Ow
- Heinrich (* 3. Januar 1864) ⚭ 1887 Clara Schenk von Schweinsberg (* 9. September 1868)
- Oskar (* 4. September 1867)

## Nachruf
- Schwäbischer Merkur 1906 N. 215.